# Abbaye de la Frenade
L’abbaye de la Frenade ou de la Frénade est une ancienne abbaye cistercienne, fondée par les moines d'Aubazine, et qui était située sur le territoire de la commune de Merpins, en Charente.

## Histoire

### Fondation
L'abbaye est fondée en 1140 ou 1148 par des moines bénédictins, grâce à un don du seigneur Itier III de Cognac. Elle s'affilie entre 1147 et 1151 à l'ordre cistercien et à l'abbaye double d'Aubazine.
Une bulle du pape, Alexandre III, confirme en 1164 toutes les donations et privilèges accordés à l'abbaye.

### Guerre de Cent Ans
Merpins est possession anglaise avec toute l'Aquitaine, mais l'abbaye est saccagée par les Anglais, qui n'hésitaient pas à s'attaquer aux monastères.
Après le départ des Anglais, les abbés réguliers furent remplacés par des abbés commendataires, dont les premiers furent Charles de Saint-Gelais et Jacques de Saint-Gelais, évêque d'Uzès.

### Guerres de religion
L'abbaye est très endommagée par les guerres de Religion ; contrairement à d'autres monastères qui subissent à l'époque les mêmes vicissitudes, elle ne s'en relève jamais vraiment, à cause principalement de la négligence des abbés commendataires.
Toutefois, grâce au zèle de deux prieurs, Jean de Burg et Vitier, les réparations les plus urgentes purent être faites, et l'abbaye put subsister.
Mais l'abbaye était pauvre, et en 1638, le curé de Saint-Léger de Cognac, venu en pèlerinage du mardi de Pâques comme chaque année, trouva porte close et dut faire la messe en plein air puis revenir dîner à Cognac.

### La Révolution
À la veille de la Révolution française, l'abbaye ne compte plus que trois moines ; l'abbaye est définitivement fermée en 1790.
Le dernier abbé commendataire fut le célèbre abbé Maury, qui fut plus tard député aux États généraux de 1789.

## L'abbaye
L'abbaye est classée partiellement au titre des monuments historiques depuis le 10 février 1987,. La fiche Mérimée précise :« Bâtiment Nord-Sud contenant les restes de l'escalier en vis précédé de la porte Renaissance et la salle capitulaire ».

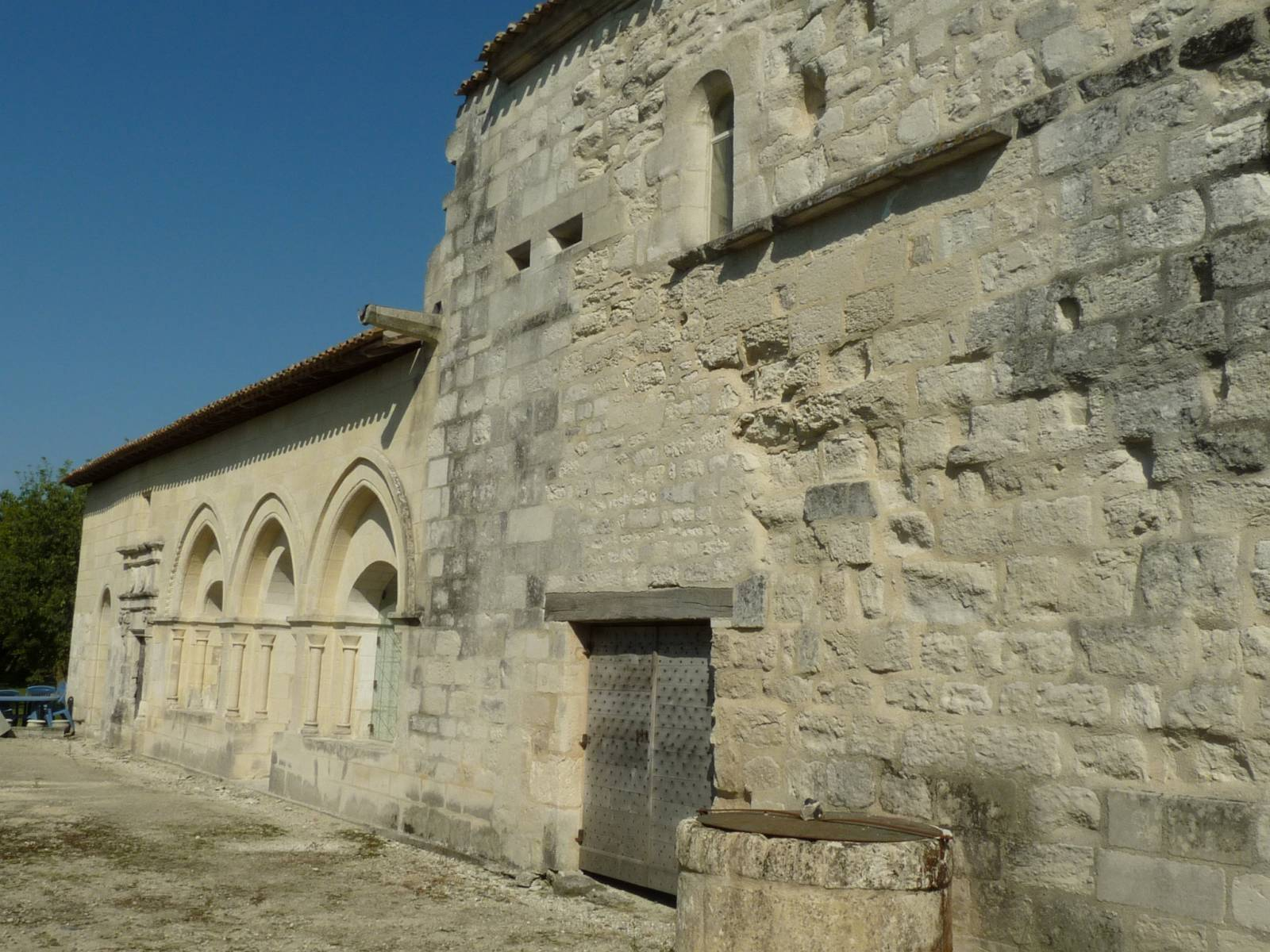
Vue extérieure des bâtiments.
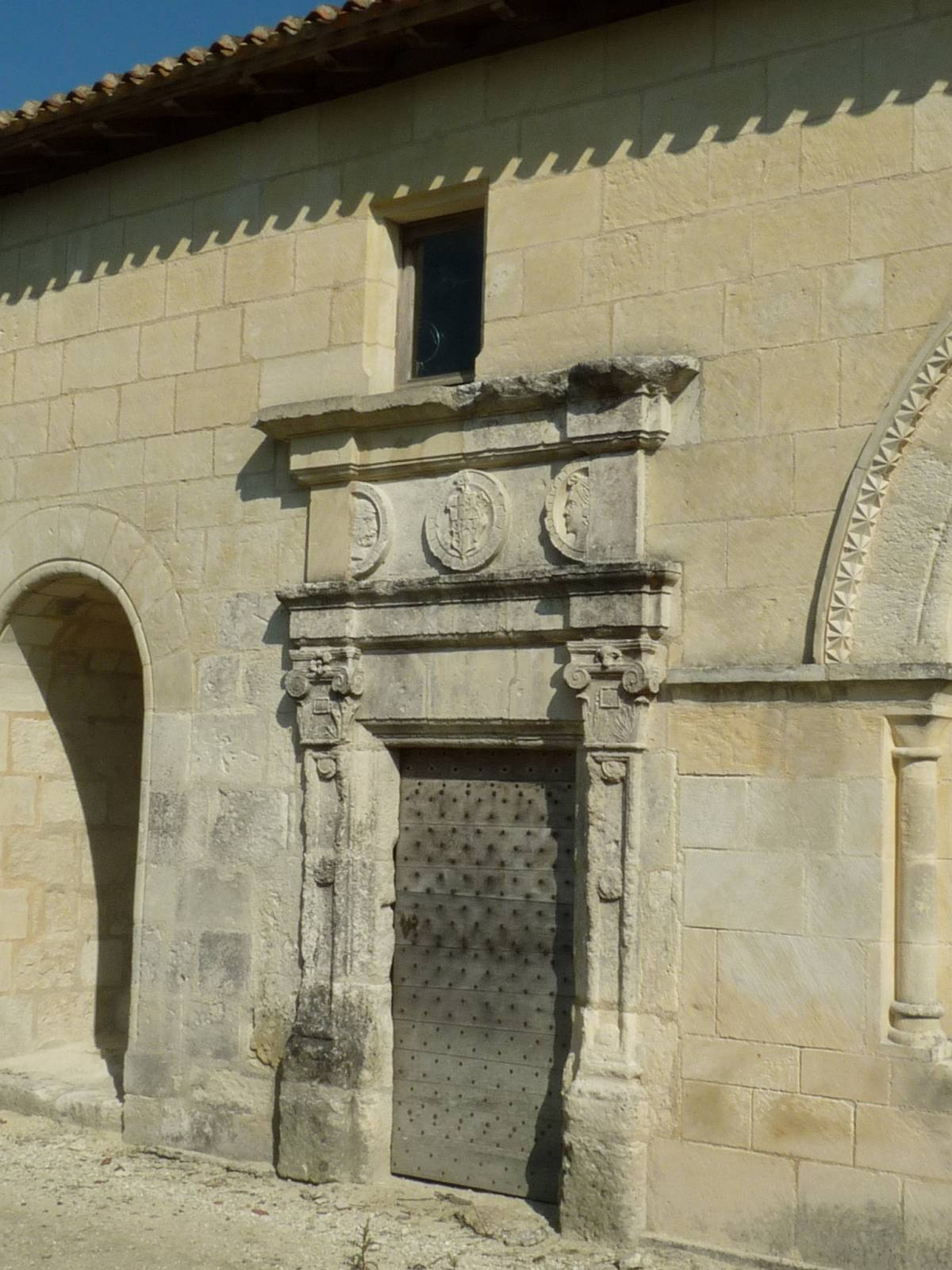
Porte d'entrée.
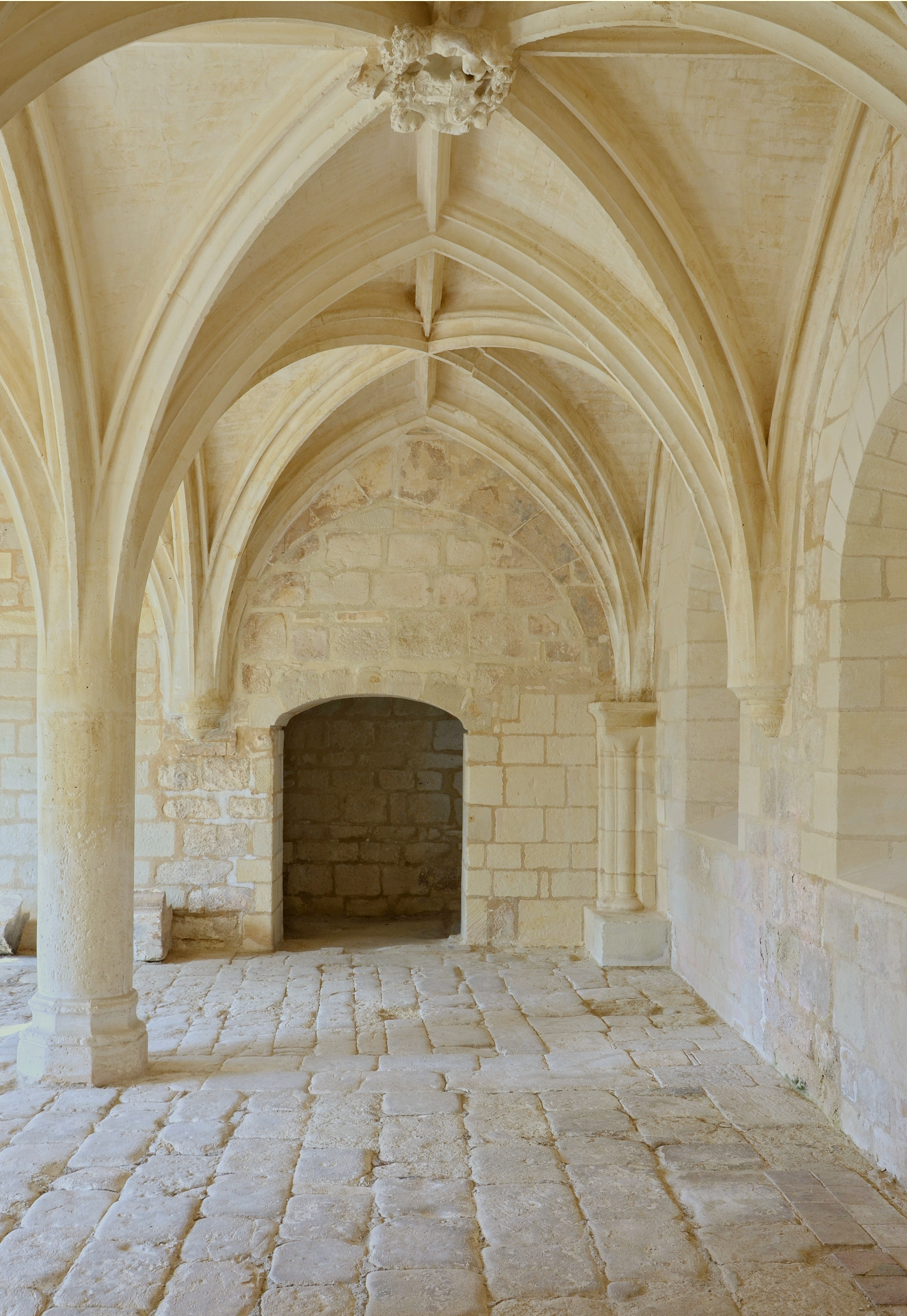
Salle capitulaire : voûtes et porte intérieure.
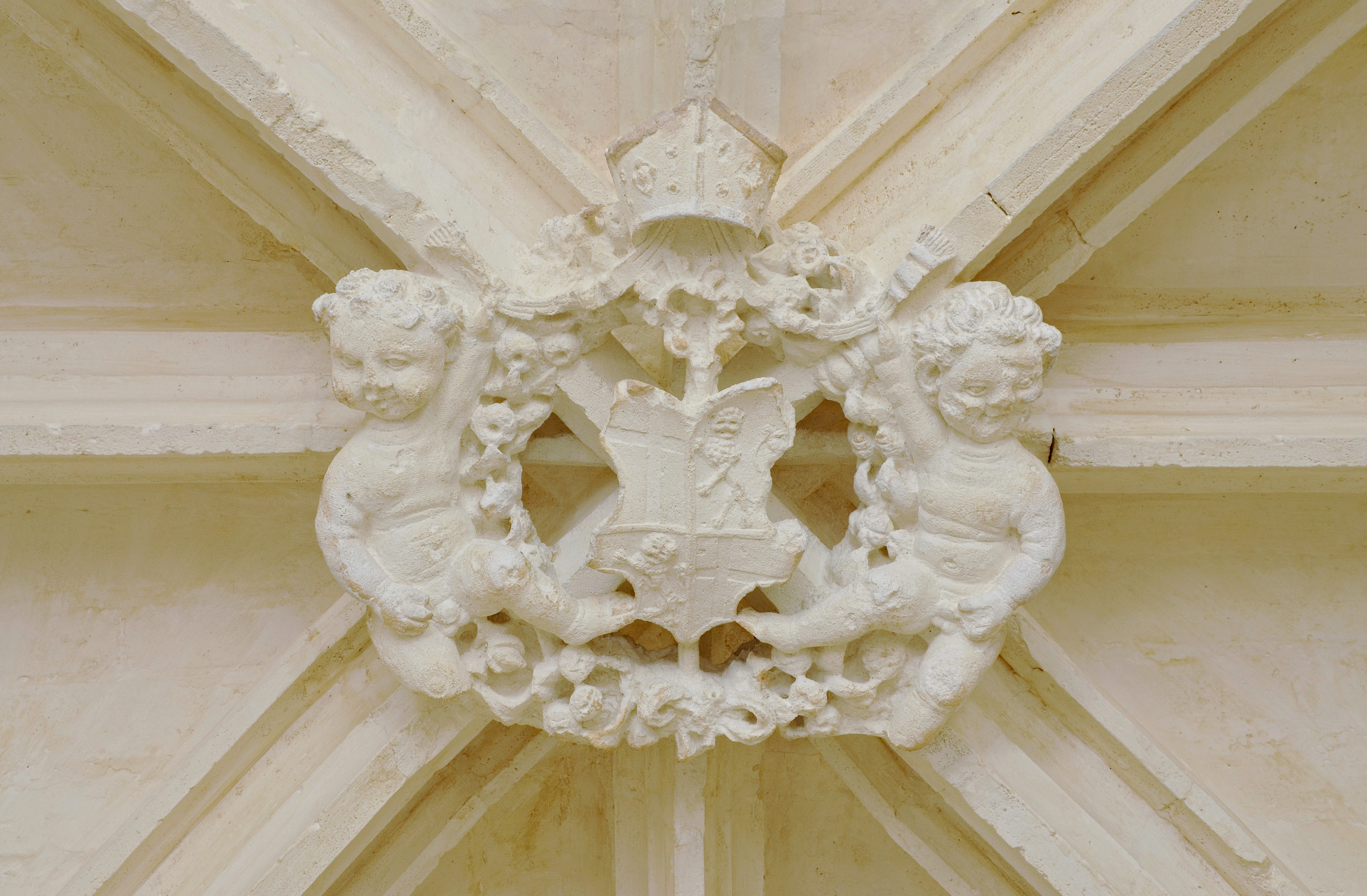
Clé de voûte aux armes des Saint-Gelais.

## Filiation et dépendances
La Frenade est fille de l'abbaye d'Aubazine.

## Abbés
Abbés commendataires
- (XVe siècle-XVIe siècle) : Jacques de Saint-Gelais, évêque d'Uzès.
- 1539 : Mellin de Saint-Gelais.